# Foz do Arelho
Pour les articles homonymes, voir Foz.
Foz do Arelho est une freguesia portugaise située dans l'Ouest.
Avec une superficie de 9,95 km2 et une population de 1 223 habitants (2001), la paroisse possède une densité de 122,9 hab/km2.